# Veres Valér
Veres Valér (Sepsiszentgyörgy, 1972. április 4.) – erdélyi magyar szociológus.

## Életútja
Középiskolai tanulmányait a sepsiszentgyörgyi Székely Mikó Kollégiumban végezte (1990), majd a BBTE-n, a Történelem–Filozófia Karon szerzett egyetemi diplomát szociológiából (1996). Tanulmányait 1996–97-ben Budapesten, az ELTE Szociológiai Intézetében, 1997-ben a Közép-Európai Egyetem Nyári Egyetemén folytatta; 2001-ben demográfiai szakspecializáción vett részt a rostocki Max Planck Intézetben. A magiszteri fokozatot a BBTE-n szerezte meg annak Népesedés, kommunikáció és tömegviselkedés programja keretében (1996–97), a doktori fokozatot az Eötvös Loránd Tudományegyetemen (2004).
Egyetemi évei alatt a Kolozs megyei Magyar Diákszövetség alelnöke (1991–94), a Magyar Ifjúsági Szervezetek Szövetségének (MISZSZ) elnökségi tagja (1992–94), majd 1995-től a Max Weber Szociológiai Szakkollégium ügyvezető elnöke, 1997-től elnöke. 1997-től óraadó gyakornok a BBTE szociológiai tanszékén, 2000-től tanársegéd, adjunktus. 2004-től a Kolozsvári Magyar Egyetemi Intézet igazgatója.
Tanulmányait 1995-től a Demográfia, Hitel, Korunk, Magyar Kisebbség, Regio, Szociológiai Szemle, ill. az Altera, Sociologie Românească, Studia Univ. Babeş–Bolyai, International Journal of Sociology, Würtzburger Geographische Manuscripte közölte. Ezekben megjelent fontosabb tanulmányai: 
- A romániai magyar ifjúság civil szerveződéseinek, mozgalmi életének fejlettségi szintje. Hitel (Erdélyi Szemle) 1995/5–6
- The Evolution of Internal Migrations in Romania. StUBB, Seria Sociologia-Politologia. 1996/1–2; Kovásznai és Kolozs megyei magyarok kisebbségi identitástudatának néhány vonása. Regio 1997/6
- Pénz vagy tudás? Az értelmiségi reprodukció sajátosságai. Korunk, 1998/6
- Az erdélyi magyarok és románok közösségi identitása a társadalmi struktúra tükrében. Szociológiai Szemle, 2000/4
- A romániai magyarok demográfiai viszonyai a 2002. évi népszámlálás előzetes adatai tükrében. Demográfia 2002/2–3
- A romániai magyarok 2002. évi lélekszámáról. Magyar Kisebbség, 2002/4
- Felicity Decline. Natural increase and Ethnicity in Transilvania in last Two Decades. Würtzburger Geographische Manuscripte 2003/63
- Schimbări în structura ocupaţională şi venituri în România în context est-central european. Sociologia Românească 2005/4
- Az erdélyi magyarok nemzeti identitása a társadalmi és etnikai struktúrák összefüggésrendszerében. Erdélyi Társadalom, 2005/1
- Jövőterek – társadalmi-származási kontextusban. Új Ifjúsági Szemle 2005/25–27. 87–101
- Identitate etnică vs. identitate naţională în poziţie minoritară. Cazul maghiarilor din Transilvania. Altera, 2006/26–27.

Fontosabb tanulmányai gyűjteményes és konferenciakötetekben:
- A romániai magyarság népesedési viszonyai a kilencvenes években
- A belső vándorlás trendjei Romániában és hatásuk a magyarlakta megyékre (in: Romániai Magyar Évkönyv. Kolozsvár–Temesvár, 2000)
- Nemzeti és állampolgári identitás az erdélyi középiskolások körében (in: Nemzeti vagy nemzedéki integráció. Kolozsvár–Budapest, 2000)
- Társadalmi integráció a magyar fiatalok körében (in: Romániai magyar évkönyv. Kolozsvár–Temesvár, 2001)
- Erdély és az ifjúsági korszakváltás (in: A civilszféra szerepe a közösségfejlesztésben. Kolozsvár, 2001)
- The role of central and local public administration in the dynamics of inter-ethnic relations in Romania (in: The anual European Group for Public Administration Conference. Potsdam, 2002)
- Adalékok Erdély 18. századi népessége etnikai összetételének kérdéséhez (in: Magyarország történeti demográfiai évkönyve. Budapest, 2002)
- Etnikai versus nemzeti identitás kisebbségi helyzetben – az erdélyi magyarok esete (in: Kötő-jelek. Budapest, 2003)

Szerkesztésében jelent meg a RODOSZ-tanulmányok társadalomtudományi és humán tudományi sorozatának 2001, 2002 és 2003-as kötete, továbbá a Nemzeti vagy nemzedéki integráció (Budapest–Kolozsvár, 2000), Liceeni ardeleni în tranziţie (Kolozsvár, 2000) és A perifériából a centrumba. Az erdélyi fiatalok helyzetképe az ezredforduló után (társszerkesztésben Gábor Kálmánnal, Szeged, 2004) c. kötetek.

## Publikációi

### Önálló kötetei
- A Duna-televízió erdélyi nézettsége (Magyari Tivadarral, Budapest, 1998)
- Magyar fiatalok a Partiumban és Belső-Erdélyben az ezredfordulón (Magyari Tivadarral és Csata Zsomborral, Kolozsvár, 2002)
- Nemzeti identitás Erdélyben – szociológiai olvasatban (Budapest, 2005)
- A Kárpát-medencei magyarság demográfiai helyzete és előszámítása. 1991–2021 (Hablicsek Lászlóval és Tóth Pál Péterrel, Budapest, 2005)
- Demográfia és népességszociológia; Kolozsvári Egyetemi, Kolozsvár, 2006
- Kárpát panel 2007. A Kárpát-medencei magyarok társadalmi helyzete és perspektívái. Gyorsjelentés; szerk. Papp Z. Attila, Veres Valér; MTA Etnikai-nemzeti Kisebbségkutató Intézet, Bp., 2007 (Kisebbségi léthelyzetek – interetnikus viszonyok)
- Analiza comparată a identităţii minorităţilor maghiare din Bazinul Carpatic / A Kárpát-medencei magyarok nemzeti identitásának összehasonlító elemzése; ISPMN, Cluj-Napoca, 2008 (Studii de atelier, 2.)
- Szociológiai mintázatok. Erdélyi magyarok a Kárpát Panel vizsgálatai alapján; szerk. Veres Valér, Papp Z. Attila; Nemzeti Kisebbségkutató Intézet–Max Weber Társadalomkutatásért Alapítvány, Kolozsvár, 2012
- Tanulmányok Venczel József munkásságáról. Az erdélyi magyar társadalomkutatás kezdetei; szerk. Veres Valér, Magyari Tivadar; Nemzeti Kisebbségkutató Intézet, Kolozsvár, 2014 (A sokszínűség alakzatai)

### Egyetemi jegyzete
- Társadalomstatisztika (Mezei Elemérrel, Kolozsvár, 2001)

## Elismerései
- Erdei Ferenc-díj 2007